# Méson rho
Le méson rho est un méson, une particule de la physique des particules.

## Propriétés
Le méson rho est un triplet isospin dont les trois états sont notés ρ+, ρ0 et ρ− (suivant la valeur de leur charge électrique). Après les pions et les kaons, les mésons rho sont les mésons les plus légers avec une masse d'environ 776 MeV.c-2 pour les trois états ; il existe une légère différence de masse entre le ρ+ et ρ0, estimée expérimentalement à moins de 0,7 MeV.c-2.
Les mésons rho ont une durée de vie moyenne très brève de 0,4×10-23 s ; leur largeur de désintégration d'environ 145 MeV n'est pas décrite par une distribution de Breit-Wigner. Les mésons rho se désintègrent à 99,9 % en une paire de pions. Le ρ0 peut se désintégrer en une paire d'électrons ou de muons dans 0,005 % des cas. En théorie, les mésons ρ+ et ρ− peuvent se désintégrer en un électron ou un muon, plus un neutrino, mais cela n'a jamais été observé.